# 康韋爾角
康韋爾角（英語：Cornwell Corner），是南極洲的海岬，位於希拉里海岸，處於霍尼海崖西端和梅里克冰川終點，海拔高度約800米，現時由南極條約體系管理。